# 班尼·安德森
約蘭·本尼·安德森（瑞典語：Göran Bror Benny Andersson，瑞典語發音：[ˈbɛ̌nːʏ ˈânːdɛˌʂɔn] ⓘ，1946年12月16日—)，是瑞典歌手、音乐家、作曲家、制作人，瑞典音乐团体ABBA的成员，也是音乐剧Chess、Kristina från Duvemåla和《媽媽咪呀！》的共同作曲家。他还担任2008年电影版的《妈妈咪呀！》及其2018年的续集《妈妈咪呀！ Here We Go Again》的执行制片人。自2001年以来，他一直活跃于自己的Benny Anderssons orkester乐队 。

## 生涯

### ABBA(1972–1982)

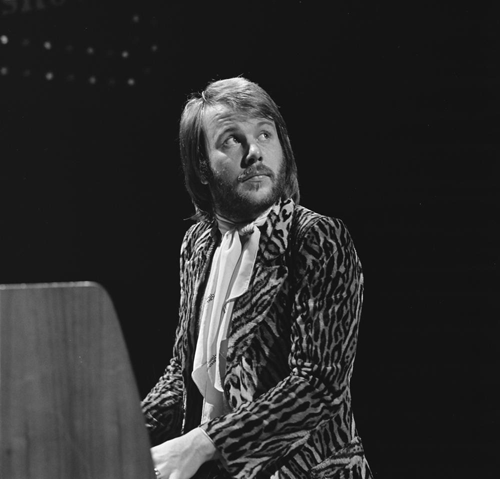
安德森在 1975 年的“The Eddy Go Round Show”中。

安德森在ABBA團隊擔任鍵盤手。1974 年 4 月 6 日，该乐队凭借“滑铁卢”赢得了瑞典歐洲歌唱大賽的冠军。在接下来的八年中，安德森与比約恩·奧瓦爾斯一起为 ABBA 创作音乐并制作了八张录音室专辑。该乐队在全球取得了巨大的成功，并获得了连续多年第一名的銷售率。
安德森只在《Waterloo》专辑中的一首歌“Suzy-Hang-Around”擔任主唱。 

## 个人生活
安德森最初与克里斯蒂娜·格伦瓦尔在1963年订婚，養有一兒一女，于 1966 年分手。
安德森与 ABBA 的安妮-弗瑞德·林斯塔德大约交往了九年。他们于 1978 年 10 月 6 日结婚，但于 1980 年 11 月 26 日分居，并于 1981 年离婚。

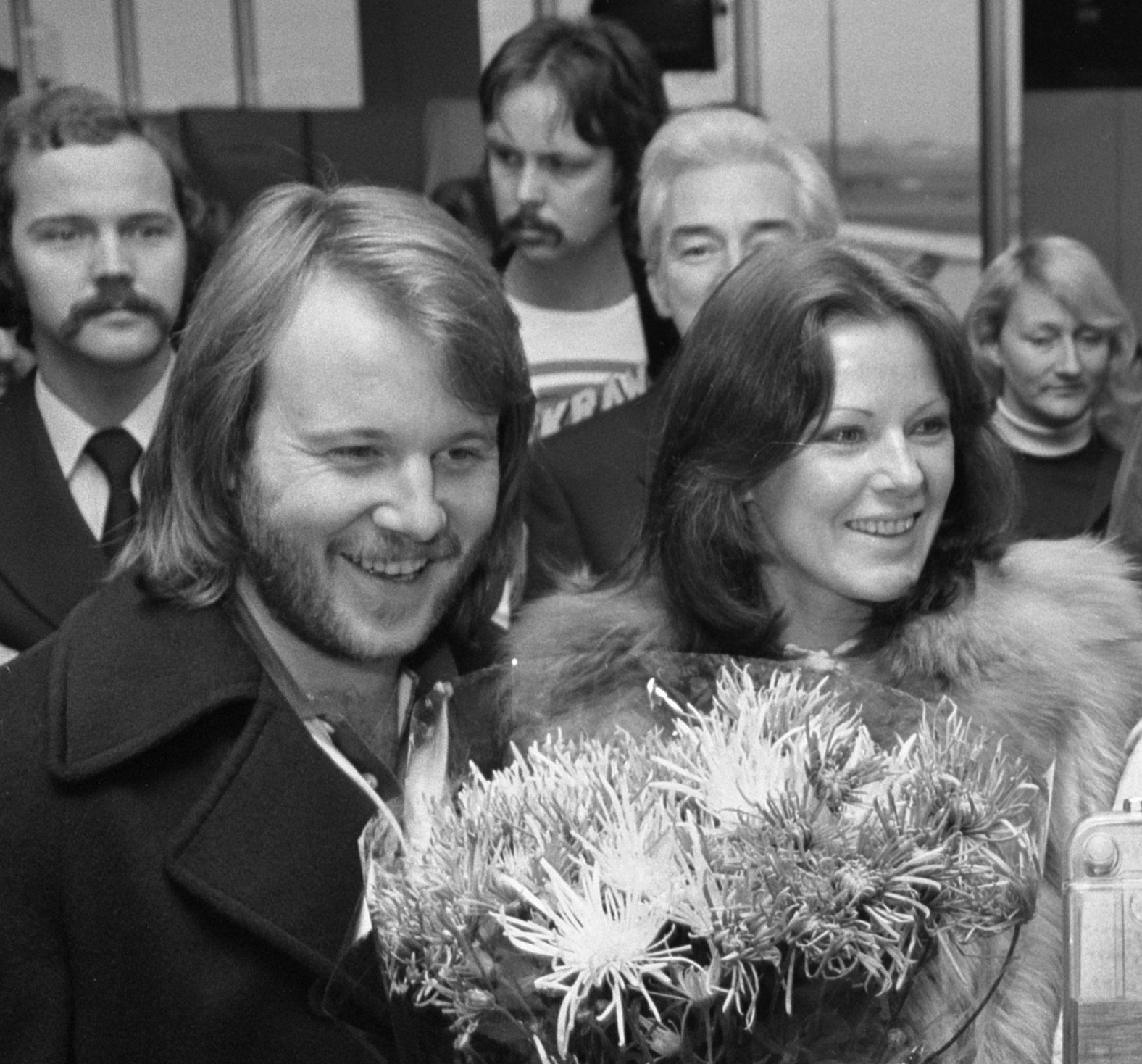
1976年安德森与林斯塔德

他于 1981 年与瑞典电视节目主持人 Mona Nörklit 结婚，并育有一个儿子 Ludvig（1982 年 1 月出生），此后他追随父亲的脚步组建了自己的乐队。
安德森成年后的大部分时间都是酗酒者。自 2001 年以来，他一直是禁酒者。安德森直到 2011 年接受采访时才透露他的药物滥用问题的严重程度。